# Lista de presidentes do Equador

Estandarte presidencial do Equador.

Esta é a lista dos presidentes do Equador (Oficialmente: Presidente da República do Equador) que é o chefe de estado e chefe de governo do Equador. Além de comandante em chefe das Forças Armadas do Equador e da Polícia Nacional.  O atual presidente é Daniel Noboa, que tomou posse em 23 de novembro de 2023.

## História
Juan José Flores foi o primeiro presidente constitucional do Equador, declarando a separação do Estado do Equador da Grã-Colômbia, mantendo sua estrutura de governo presidencial, que se mantém até os dias atuais. Entre 1830 e 1845, o cargo de Presidente da República era eleito indiretamente, ou seja, por meio do Legislativo. Os primeiros presidentes foram eleitos principalmente por meio de Assembleias Constituintes, uma tradição na política do Equador que permaneceu até 1967, com Otto Arosemena sendo o último presidente constitucional eleito pela Assembleia Constituinte. Esta é uma das razões pelas quais o Equador tem 20 Constituições desde sua fundação, muitas delas criadas com a intenção de legitimar o governo de um presidente. Desde 1869, o presidente é eleito pelo voto popular; no entanto, deve-se ter em mente que durante o século XIX, o Equador viveu uma democracia censitária: apenas homens com renda suficiente e cargo decente votavam, sendo Francisco Robles o primeiro presidente eleito por voto direto.
Entre 1906 e 1944, durante a Revolução Liberal, as eleições foram realizadas de maneira geralmente fraudulenta ou corrupta, de modo que o ano de 1944 é estimado como o início da democracia no Equador. Entre 1906 e 1947, não houve cargo de vice-presidente. Entre 1947 e 1970, o presidente e o vice-presidente foram eleitos separadamente. Desde 1979, o presidente e o vice-presidente são eleitos por sufrágio direto no mesmo escrutínio. Desde 1998, um candidato que obtiver mais de 40% dos votos também pode vencer, desde que tenha uma diferença de pelo menos 10% em relação ao segundo candidato. Todos esses percentuais são calculados sobre o total de votos válidos (ou seja, sem contar os votos nulos e em branco).
A história do Equador foi cheia de instabilidade, geralmente centrada na figura do Presidente da República, razão pela qual a cultura política do Equador tem sido tradicionalmente chamada de caudillista. Durante o século 19, o país foi dilacerado duas vezes após a derrubada dos presidentes Francisco Robles e Ignacio de Veintemilla, com governos regionais buscando acesso ao poder nacional. Até 1947, a maioria dos presidentes constitucionais da República chegou ao poder por meio de golpes de estado, exercendo um poder ditatorial que seria legitimado através da implementação de novas constituições, de modo que a governança e estabilidade dos presidentes eram geralmente fracas, o que é por isso que tem havido muitos presidentes e presidentes interinos. Houve duas ditaduras militares no país (1963–1966 e 1972–1979) antes de a democracia retornar com a eleição de Jaime Roldós Aguilera. De 1996 a 2005, 3 presidentes constitucionais foram derrubados (Abdalá Bucaram, Jamil Mahuad e Lucio Gutiérrez). O governo populista de esquerda de Rafael Correa (2007-2017) foi o mais estável da história nacional, podendo permanecer no poder constitucionalmente sem interrupções por 10 anos e 4 meses. Dr. José María Velasco Ibarra é o presidente mais antigo desde que ocupou o cargo por um total de 12 anos, 10 meses e 6 dias e foi eleito presidente 5 vezes (1934–35, 1944–47, 1952–56, 1960–61 e 1968–1972).

## Lista dos presidentes do Equador
| Nº                                                                      | Retrato                      | Presidente                    | Partido                                         | Mandato                                            | Vice-presidente                   | Referências e notas |
| ----------------------------------------------------------------------- | ---------------------------- | ----------------------------- | ----------------------------------------------- | -------------------------------------------------- | --------------------------------- | ------------------- |
| 1                                                                       |                              | Juan José Flores              | Conservador                                     | 22 de setembro de 1830 até 10 de setembro de 1834  | José Joaquin de Olmedo            |                     |
| 1                                                                       | Modesto Larrea e Carniça     | Juan José Flores              | Conservador                                     | 22 de setembro de 1830 até 10 de setembro de 1834  |                                   |                     |
| Ditadura Militar (10 de setembro de 1834 – 22 de junho de 1835)         |                              |                               |                                                 |                                                    |                                   |                     |
| 2                                                                       |                              | Vicente Rocafuerte            | Liberal                                         | 22 de junho de 1835 até 31 de janeiro de 1839      | João Bernardo Leão                |                     |
| 3                                                                       |                              | Juan José Flores              | Conservador                                     | 31 de janeiro de 1839 até 18 de junho de 1845      | Francisco Aguirre Abad            |                     |
| 3                                                                       | Francisco de Marcos          | Juan José Flores              | Conservador                                     | 31 de janeiro de 1839 até 18 de junho de 1845      |                                   |                     |
| Ditadura Cívica Militar (18 de junho de 1845 – 8 de dezembro de 1845)   |                              |                               |                                                 |                                                    |                                   |                     |
| 4                                                                       |                              | Vicente Ramón Roca            | Liberal                                         | 8 de dezembro de 1845 até 15 de outubro de 1849    | Paul Merino                       |                     |
| 4                                                                       | Manuel de Ascázubi           | Vicente Ramón Roca            | Liberal                                         | 8 de dezembro de 1845 até 15 de outubro de 1849    |                                   |                     |
| Vacância (15 de outubro de 1849 – 10 de junho de 1850)                  |                              |                               |                                                 |                                                    |                                   |                     |
| 5                                                                       |                              | Diego Noboa                   | Conservador                                     | 8 de dezembro de 1850 até 12 de setembro de 1851   | Vago                              |                     |
| Ditadura Militar (12 de setembro de 1851 – 17 de julho de 1852)         |                              |                               |                                                 |                                                    |                                   |                     |
| 6                                                                       |                              | José María Urvina             | Liberal                                         | 17 de julho de 1852 até 15 de outubro de 1856      | Chiriboga do Pacífico             |                     |
| 6                                                                       | Mark Espinel                 | José María Urvina             | Liberal                                         | 17 de julho de 1852 até 15 de outubro de 1856      |                                   |                     |
| 7                                                                       |                              | Francisco Robles              | Liberal                                         | 15 de outubro de 1856 até 31 de agosto de 1859     | Jerônimo Carniça                  |                     |
| Ditadura Cívica Militar (1 de setembro de 1859 – 10 de janeiro de 1861) |                              |                               |                                                 |                                                    |                                   |                     |
| 8                                                                       |                              | Gabriel García Moreno         | Conservador                                     | 10 de janeiro de 1861 até 31 de agosto de 1865     | Caverna Mariana                   |                     |
| 8                                                                       | Antonio Borrero              | Gabriel García Moreno         | Conservador                                     | 10 de janeiro de 1861 até 31 de agosto de 1865     |                                   |                     |
| 8                                                                       | Rafael Carvajal              | Gabriel García Moreno         | Conservador                                     | 10 de janeiro de 1861 até 31 de agosto de 1865     |                                   |                     |
| 9                                                                       |                              | Jerónimo Carrión              | Conservador liberal                             | 1º de setembro de 1865 até 6 de novembro de 1867   | Rafael Carvajal                   |                     |
| 9                                                                       | Pedro José de Arteta         | Jerónimo Carrión              | Conservador liberal                             | 1º de setembro de 1865 até 6 de novembro de 1867   |                                   |                     |
| Vacância (6 de novembro de 1867 – 20 de janeiro de 1868)                |                              |                               |                                                 |                                                    |                                   |                     |
| 10                                                                      |                              | Juan Javier Espinosa          | Conservador liberal                             | 20 de janeiro de 1868 até 16 de janeiro de 1869    | Pedro José de Arteta              |                     |
| Ditadura Civil (16 de janeiro de 1869 – 16 de maio de 1869)             |                              |                               |                                                 |                                                    |                                   |                     |
| Vacância (16 de maio de 1869 – 10 de agosto de 1873)                    |                              |                               |                                                 |                                                    |                                   |                     |
| 11                                                                      |                              | Gabriel García Moreno         | Partido Conservador Equatoriano                 | 10 de agosto de 1869 até 6 de agosto de 1875       | Francisco Léon Franco             |                     |
| Vacância (6 de agosto de 1875 – 9 de dezembro de 1875)                  |                              |                               |                                                 |                                                    |                                   |                     |
| 12                                                                      |                              | Antonio Borrero               | Liberal                                         | 9 de dezembro de 1875 até 26 de dezembro de 1876   | Vago                              |                     |
| Ditadura Militar (26 de dezembro de 1876 – 21 de abril de 1878)         |                              |                               |                                                 |                                                    |                                   |                     |
| 13                                                                      |                              | Ignacio de Veintemilla        | Liberal                                         | 21 de abril de 1878 até 26 de março de 1882        | Vago                              |                     |
| Ditadura Militar (26 de março de 1882 – 15 de outubro de 1883)          |                              |                               |                                                 |                                                    |                                   |                     |
| 14                                                                      |                              | José Plácido Caamaño          | Partido Conservador Equatoriano                 | 15 de outubro de 1883 até 30 de junho de 1888      | Casal Rafael Perez                |                     |
| 14                                                                      | Agustín Guerrero Lizarzaburu | José Plácido Caamaño          | Partido Conservador Equatoriano                 | 15 de outubro de 1883 até 30 de junho de 1888      |                                   |                     |
| 14                                                                      | Pedro José Cevallos          | José Plácido Caamaño          | Partido Conservador Equatoriano                 | 15 de outubro de 1883 até 30 de junho de 1888      |                                   |                     |
| 15                                                                      |                              | Antonio Flores Jijón          | Partido Progressista do Equador                 | 1º de julho de 1888 até 30 de junho de 1892        | Pedro José Cevallos Paulo Herrera |                     |
| 16                                                                      |                              | Luis Cordero Crespo           | Partido Progressista do Equador                 | 1º de julho de 1892 até 16 de abril de 1895        | Vicente Lúcio Salazar             |                     |
| Vacância (16 de abril de 1895 – 23 de agosto de 1895)                   |                              |                               |                                                 |                                                    |                                   |                     |
| Ditadura Militar (23 de agosto de 1895 – 9 de outubro de 1897)          |                              |                               |                                                 |                                                    |                                   |                     |
| 17                                                                      |                              | Eloy Alfaro Delgado           | Partido Liberal do Equador                      | 9 de outubro de 1897 até 31 de agosto de 1901      | Manuel Benigno Cueva              |                     |
| 17                                                                      | Carlos Freile Zaldumbide     | Eloy Alfaro Delgado           | Partido Liberal do Equador                      | 9 de outubro de 1897 até 31 de agosto de 1901      |                                   |                     |
| 18                                                                      |                              | Leónidas Plaza                | Partido Liberal do Equador                      | 1º de setembro de 1901 até 31 de agosto de 1905    | Carlos Freile Zaldumbide          |                     |
| 18                                                                      | Alfredo Baquerizo Moreno     | Leónidas Plaza                | Partido Liberal do Equador                      | 1º de setembro de 1901 até 31 de agosto de 1905    |                                   |                     |
| 19                                                                      |                              | Lizardo García                | Partido Liberal do Equador                      | 1º de setembro de 1905 até 6 de janeiro de 1906    | Alfredo Baquerizo Moreno          |                     |
| Ditadura Militar (16 de janeiro de 1906 – 9 de outubro de 1906)         |                              |                               |                                                 |                                                    |                                   |                     |
| 20                                                                      |                              | Eloy Alfaro Delgado           | Partido Liberal do Equador                      | 9 de outubro de 1906 até 12 de agosto de 1911      | Vago                              |                     |
| Vacância (12 de agosto de 1911 – 31 de agosto de 1911)                  |                              |                               |                                                 |                                                    |                                   |                     |
| 21                                                                      |                              | Emilio Estrada Carmona        | Partido Liberal do Equador                      | 1 de setembro de 1911 até 21 de dezembro de 1911   | Vago                              |                     |
| Vacância (21 de dezembro de 1911 – 31 de agosto de 1912)                |                              |                               |                                                 |                                                    |                                   |                     |
| 22                                                                      |                              | Leónidas Plaza                | Partido Liberal do Equador                      | 1 de setembro de 1912 até 31 de agosto de 1916     | Vago                              |                     |
| 23                                                                      |                              | Alfredo Baquerizo             | Partido Liberal do Equador                      | 1 de setembro de 1916 até 31 de agosto de 1920     | Vago                              |                     |
| 24                                                                      |                              | José Luis Tamayo              | Partido Liberal do Equador                      | 1 de setembro de 1920 até 31 de agosto de 1924     | Vago                              |                     |
| 25                                                                      |                              | Gonzalo Córdova               | Partido Liberal do Equador                      | 1 de setembro de 1924 até 9 de julho de 1925       | Vago                              |                     |
| Ditadura Cívica Militar (9 de julho de 1925 – 9 de outubro de 1928)     |                              |                               |                                                 |                                                    |                                   |                     |
| 26                                                                      |                              | Isidro Ayora                  | Independente                                    | 9 de outubro de 1928 até 24 de agosto de 1931      | Vago                              |                     |
| Vacância (24 de agosto de 1931 – 5 de dezembro de 1932)                 |                              |                               |                                                 |                                                    |                                   |                     |
| 27                                                                      |                              | Juan de Dios Martínez         | Partido Liberal Radical Equatoriano             | 5 de dezembro de 1932 até 20 de outubro de 1933    | Vago                              |                     |
| Vacância (20 de outubro de 1933 – 1 de setembro de 1934)                |                              |                               |                                                 |                                                    |                                   |                     |
| 28                                                                      |                              | José María Velasco Ibarra     | Independente                                    | 1 de setembro de 1934 até 21 de agosto de 1935     | Vago                              |                     |
| Vacância (21 de agosto de 1935 – 26 de setembro de 1935)                |                              |                               |                                                 |                                                    |                                   |                     |
| Ditadura Cívica Militar (26 de setembro de 1935 – 10 de agosto de 1938) |                              |                               |                                                 |                                                    |                                   |                     |
| Estágio (10 de agosto de 1938 – 2 de dezembro de 1938)                  |                              |                               |                                                 |                                                    |                                   |                     |
| 29                                                                      |                              | Aurelio Mosquera              | Partido Liberal Radical Equatoriano             | 2 de dezembro de 1938 até 17 de novembro de 1939   | Vago                              |                     |
| Vacância (17 de novembro de 1939 – 1 de setembro de 1940)               |                              |                               |                                                 |                                                    |                                   |                     |
| 30                                                                      |                              | Carlos Alberto Arroyo del Río | Partido Liberal Radical Equatoriano             | 1º de setembro de 1940 até 29 de maio de 1944      | Vago                              |                     |
| Ditadura Civil (29 de maio de 1944 – 10 de agosto de 1944)              |                              |                               |                                                 |                                                    |                                   |                     |
| 31                                                                      |                              | José María Velasco Ibarra     | Independente                                    | 10 de agosto de 1944 até 30 de março de 1946       | Vago                              |                     |
| 31                                                                      | Ditadura Civil               | José María Velasco Ibarra     | 30 de março de 1946 até 10 de agosto de 1946    |                                                    | Vago                              |                     |
| 31                                                                      | Independente                 | José María Velasco Ibarra     | 10 de agosto de 1946 até 23 de agosto de 1947   | Mariano Suárez Veintimilla                         |                                   |                     |
| Ditadura Militar (23 de agosto de 1947 – 3 de setembro de 1947)         |                              |                               |                                                 |                                                    |                                   |                     |
| 32                                                                      |                              | Mariano Suárez Veintimilla    | Partido Conservador Equatoriano                 | 3 de setembro de 1947 até 16 de setembro de 1947   | Carlos Julio Arosemena Tola       |                     |
| 33                                                                      |                              | Carlos Julio Arosemena Tola   | Independente                                    | 17 de setembro de 1947 até 1 de setembro de 1948   | José Rafael Bustamante            |                     |
| 34                                                                      |                              | Galo Plaza Lasso              | Independente                                    | 1º de setembro de 1948 até 1º de setembro de 1952  | Manuel Sotomayor e Luna           |                     |
| 34                                                                      | Abel Gilbert                 | Galo Plaza Lasso              | Independente                                    | 1º de setembro de 1948 até 1º de setembro de 1952  |                                   |                     |
| 35                                                                      |                              | José María Velasco Ibarra     | Federação Nacional Velasquista                  | 1º de setembro de 1952 até 1º de setembro de 1956  | Alfredo Chiriboga                 |                     |
| 36                                                                      |                              | Camilo Ponce Enríquez         | Movimento Social Cristão                        | 1º de setembro de 1956 até 1º de setembro de 1960  | Francis Illingworth               |                     |
| 37                                                                      |                              | José María Velasco Ibarra     | Federação Nacional Velasquista                  | 1 de setembro de 1960 até 8 de novembro de 1961    | Carlos Julio Arosemena Monroy     |                     |
| 38                                                                      |                              | Carlos Julio Arosemena Monroy | Independente                                    | 8 de novembro de 1961 até 11 de julho de 1963      | Reinaldo Varea Donoso             |                     |
| Ditadura Militar (11 de julho de 1963 – 29 de março de 1966)            |                              |                               |                                                 |                                                    |                                   |                     |
| Ditadura Civil (29 de março de 1966 – 16 de novembro de 1966)           |                              |                               |                                                 |                                                    |                                   |                     |
| 39                                                                      |                              | Otto Arosemena                | Coalizão Institucionalista Democrática          | 16 de novembro de 1966 até 31 de agosto de 1968    | Vago                              |                     |
| 40                                                                      |                              | José María Velasco Ibarra     | Federação Nacional Velasquista                  | 31 de agosto de 1968 até 22 de junho de 1970       | Jorge Zavala Baquerizo            |                     |
| 40                                                                      | Ditadura Civil               | José María Velasco Ibarra     | 22 de junho de 1970 até 15 de fevereiro de 1972 | Vago                                               |                                   |                     |
| Ditadura Militar (15 de fevereiro de 1972 – 10 de agosto de 1979)       |                              |                               |                                                 |                                                    |                                   |                     |
| 41                                                                      |                              | Jaime Roldós Aguilera         | Concentração de Forças Populares                | 10 de agosto de 1979 até 24 de maio de 1981        | Osvaldo Hurtado                   |                     |
| 42                                                                      |                              | Osvaldo Hurtado               | Democracia Popular                              | 24 de maio de 1981 até 10 de agosto de 1984        | Leon Roldos Aguilera              |                     |
| 43                                                                      |                              | León Febres Cordero           | Partido Social Cristão                          | 24 de maio de 1981 até 10 de agosto de 1984        | Blasco Penaherrera Padilla        |                     |
| 44                                                                      |                              | Rodrigo Borja Cevallos        | Esquerda Democrática                            | 10 de agosto de 1988 até 10 de agosto de 1992      | Luis Parodi Valverde              |                     |
| 45                                                                      |                              | Sixto Durán Ballén            | Partido da Unidade Republicana                  | 10 de agosto de 1992 até 10 de agosto de 1996      | Alberto Dahik                     |                     |
| 45                                                                      | Eduardo Pena Trivino         | Sixto Durán Ballén            | Partido da Unidade Republicana                  | 10 de agosto de 1992 até 10 de agosto de 1996      |                                   |                     |
| 46                                                                      |                              | Abdalá Bucaram                | Partido Roldosista Equatoriano                  | 10 de agosto de 1996 até 6 de fevereiro de 1997    | Rosalía Arteaga                   |                     |
| 47                                                                      |                              | Rosalía Arteaga               | OLHAR movimento                                 | 6 de fevereiro de 1997 até 11 de fevereiro de 1997 | Vago                              |                     |
| 48                                                                      |                              | Fabián Alarcón                | Frente Radical Alfarista                        | 11 de fevereiro de 1997 até 10 de agosto de 1998   | Rosalía Arteaga                   |                     |
| 48                                                                      | Pedro Aguayo                 | Fabián Alarcón                | Frente Radical Alfarista                        | 11 de fevereiro de 1997 até 10 de agosto de 1998   |                                   |                     |
| 49                                                                      |                              | Jamil Mahuad                  | Democracia Popular                              | 10 de agosto de 1998 até 21 de janeiro de 2000     | Gustavo Noboa                     |                     |
| 50                                                                      |                              | Gustavo Noboa                 | Independente                                    | 22 de janeiro de 2000 até 15 de janeiro de 2003    | Pedro Pinto Rubianes              |                     |
| 51                                                                      |                              | Lucio Edwin Gutiérrez         | Festa da Sociedade Patriótica                   | 15 de janeiro de 2003 até 20 de abril de 2005      | Palácio Alfredo                   |                     |
| 52                                                                      |                              | Alfredo Palacio               | Independente                                    | 20 de abril de 2005 até 15 de janeiro de 2007      | Alexandre Serrano Aguilar         |                     |
| 53                                                                      |                              | Rafael Correa                 | Alianza País                                    | 15 de janeiro de 2007 até 24 de maio de 2017       | Lenín Moreno                      |                     |
| 53                                                                      | Jorge Glas                   | Rafael Correa                 | Alianza País                                    | 15 de janeiro de 2007 até 24 de maio de 2017       |                                   |                     |
| 54                                                                      |                              | Lenín Moreno                  | Alianza País                                    | 24 de maio de 2017 até 24 de maio de 2021          | Jorge Glas                        | [ 6 ]               |
| 54                                                                      | María Alejandra Vicuna       | Lenín Moreno                  | Alianza País                                    | 24 de maio de 2017 até 24 de maio de 2021          |                                   | [ 6 ]               |
| 54                                                                      | Independente                 | Lenín Moreno                  | Otto Sonnenholzner                              | 24 de maio de 2017 até 24 de maio de 2021          |                                   | [ 6 ]               |
| 54                                                                      | Independente                 | Lenín Moreno                  | Maria Alejandra Muñoz                           | 24 de maio de 2017 até 24 de maio de 2021          |                                   | [ 6 ]               |
| 55                                                                      |                              | Guillermo Lasso               | Movimiento CREO                                 | 24 de maio de 2021 até 23 de novembro de 2023      | Alfredo Borrero                   | [ 7 ]               |
| 56                                                                      |                              | Daniel Noboa                  | Ação Democrática Nacional                       | 23 de novembro de 2023 Incumbente                  | Verónica Abad                     | [ 8 ]               |

## Ex-presidentes vivos
Até os dias atuais, encontram-se vivos 11 ex-presidentes equatorianos, sendo eles, por ordem de serviço:
- Guillermo Rodríguez Lara
(1972–1976)
Idade: 101 anos
- Osvaldo Hurtado
(1981–1984)
Idade: 85 anos
- Rodrigo Borja Cevallos
(1988–1992)
Idade: 89 anos
- Rosalía Arteaga
(1997)
Idade: 68 anos
- Fabián Alarcón
(1997–1998)
Idade: 78 anos
- Jamil Mahuad
(1998–2000)
Idade: 75 anos
- Lucio Gutiérrez
(2003–2005)
Idade: 68 anos
- Lenín Moreno
(2017–2021)
Idade: 72 anos
- Guillermo Lasso
(2021–2023)
Idade: 69 anos